# HD 159870
HD 159870，又名BD+57 1780，SAO 30464、HR 6560，是一颗恒星，视星等为6.17，位于銀經85.87，銀緯32.96，其B1900.0坐标为赤經17h 31m 53.1s，赤緯+57° 32.96′ 29″。